# Jocotepec
Jocotepec es una ciudad mexicana, cabecera del municipio homónimo, ubicada en la región Sureste del estado de Jalisco. Está ubicada el extremo occidente de la ribera del lago de Chapala.

## Toponimia
Jocotepec proviene de "Xolotepec"; y significa: "cerro de frutos agrios".

## Historia
El poblado fue fundado por grupos indígenas de Cutzatalan o Cotzalan, entre las ollas, ahora San Juan Cosalá, que pidieron a su cacique "Xitomatl" o "Tzacuaco", (hombre de grandes ojos saltados), salir a fundar otros pueblos como Ajijic, Tzapotlán, hoy San Cristóbal, Xocotepec y Tomatlán.
La conquista la hizo Alonso de Ávalos en 1524, siendo los fundadores de Xolotepec los naturales, ya bautizados, Graciano Concepción, Santiago Jacobo, Jorge Simeón, Luis Cupertino, Salvador Hesperito, Pedro Tadeo, Lorenzo Antonio, Lorenzo Sebastián, Bartolo Jacobo, Juan de los Reyes, Andrés Joseph, Pablo Roque y familias. Se desconoce el decreto que lo erigiera en municipio, aunque el del 12 de abril lo menciona como municipalidad. En 1825 tenía Ayuntamiento, y el 13 de marzo de 1832 adquiere el título de Villa.
En 1846 Jocotepec es cabecera del Departamento de Chapala. Desde 1879 Jocotepec es cabecera del 7° Cantón hasta 1903 que regresó a Chapala. El 20 de mayo de 1903 por decreto, Jocotepec es cabecera y comprende a Tuxcueca y Tizapán el Alto.

## Geografía

### Ubicación
La ciudad de Jocotepec se localiza en el extremo occidente del lago de Chapala, en las coordenadas 20°17′10″N 103°25′48″O / 20.28611, -103.43000, cuyas coordenadas corresponden al quiosco de la plaza principal. Jocotepec está a una altitud promedio de 1530 metros sobre el nivel del mar.

### Clima
Jocotepec posee un clima semicálido subhúmedo con lluvias en verano. La temperatura más alta registrada en Jocotepec, fue de 43 °C la fecha 13 de abril de 1986 mientras que la temperatura mínima registrada fue de -11 °C la fecha 14 de enero de 1997.
| Parámetros climáticos promedio de Jocotepec, Jalisco | Parámetros climáticos promedio de Jocotepec, Jalisco | Parámetros climáticos promedio de Jocotepec, Jalisco | Parámetros climáticos promedio de Jocotepec, Jalisco | Parámetros climáticos promedio de Jocotepec, Jalisco | Parámetros climáticos promedio de Jocotepec, Jalisco | Parámetros climáticos promedio de Jocotepec, Jalisco | Parámetros climáticos promedio de Jocotepec, Jalisco | Parámetros climáticos promedio de Jocotepec, Jalisco | Parámetros climáticos promedio de Jocotepec, Jalisco | Parámetros climáticos promedio de Jocotepec, Jalisco | Parámetros climáticos promedio de Jocotepec, Jalisco | Parámetros climáticos promedio de Jocotepec, Jalisco | Parámetros climáticos promedio de Jocotepec, Jalisco |
| Mes                                                  | Ene.                                                 | Feb.                                                 | Mar.                                                 | Abr.                                                 | May.                                                 | Jun.                                                 | Jul.                                                 | Ago.                                                 | Sep.                                                 | Oct.                                                 | Nov.                                                 | Dic.                                                 | Anual                                                |
| ---------------------------------------------------- | ---------------------------------------------------- | ---------------------------------------------------- | ---------------------------------------------------- | ---------------------------------------------------- | ---------------------------------------------------- | ---------------------------------------------------- | ---------------------------------------------------- | ---------------------------------------------------- | ---------------------------------------------------- | ---------------------------------------------------- | ---------------------------------------------------- | ---------------------------------------------------- | ---------------------------------------------------- |
| Temp. máx. abs. (°C)                                 | 34.0                                                 | 37.5                                                 | 41.5                                                 | 43.0                                                 | 40.5                                                 | 42.0                                                 | 39.0                                                 | 38.0                                                 | 39.5                                                 | 39.0                                                 | 37.5                                                 | 35.5                                                 | 43.0                                                 |
| Temp. máx. media (°C)                                | 23.8                                                 | 25.2                                                 | 27.8                                                 | 30.4                                                 | 30.7                                                 | 28.9                                                 | 26.2                                                 | 26.0                                                 | 25.9                                                 | 25.8                                                 | 25.1                                                 | 23.9                                                 | 26.6                                                 |
| Temp. media (°C)                                     | 16.1                                                 | 17.4                                                 | 19.2                                                 | 21.2                                                 | 22.1                                                 | 21.6                                                 | 20.2                                                 | 19.9                                                 | 19.9                                                 | 19.3                                                 | 17.9                                                 | 16.8                                                 | 19.3                                                 |
| Temp. mín. media (°C)                                | 8.4                                                  | 9.5                                                  | 10.6                                                 | 12.1                                                 | 13.5                                                 | 14.4                                                 | 14.1                                                 | 13.8                                                 | 13.9                                                 | 12.8                                                 | 10.7                                                 | 9.7                                                  | 12.0                                                 |
| Temp. mín. abs. (°C)                                 | -11.0                                                | 1.5                                                  | 1.0                                                  | 3.0                                                  | 4.0                                                  | 2.0                                                  | 7.0                                                  | 8.0                                                  | 7.0                                                  | 6.0                                                  | 3.0                                                  | 1.0                                                  | -11.0                                                |
| Precipitación total (mm)                             | 11.5                                                 | 6.7                                                  | 4.8                                                  | 6.7                                                  | 22.8                                                 | 153.0                                                | 205.8                                                | 150.7                                                | 131.8                                                | 48.3                                                 | 15.4                                                 | 10.2                                                 | 767.7                                                |
| Días de precipitaciones (≥ 1 mm)                     | 1.2                                                  | 0.9                                                  | 0.5                                                  | 0.9                                                  | 2.4                                                  | 12.1                                                 | 16.4                                                 | 13.5                                                 | 11.2                                                 | 4.5                                                  | 1.6                                                  | 1.6                                                  | 66.8                                                 |
| Fuente: Servicio Meteorológico Nacional              |                                                      |                                                      |                                                      |                                                      |                                                      |                                                      |                                                      |                                                      |                                                      |                                                      |                                                      |                                                      |                                                      |

## Flora y fauna

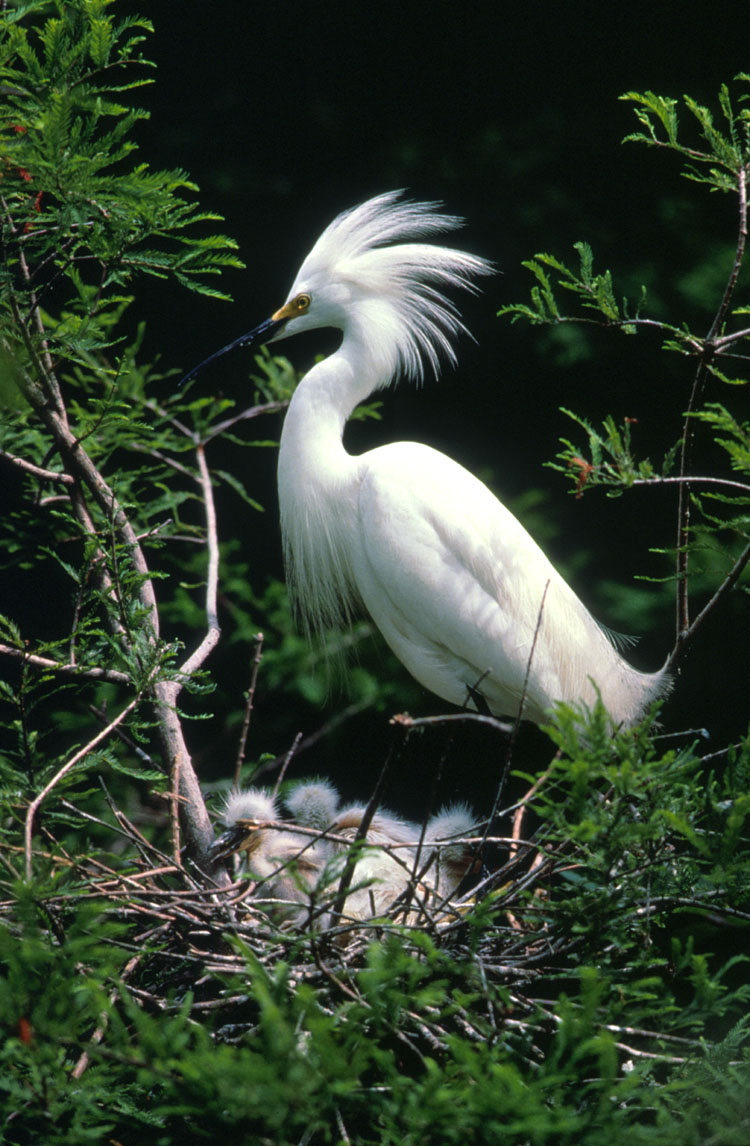
Especies de garzas habitan en el municipio.

Su vegetación se compone básicamente de mezquite, guamúchil, chaparrales, encinos y cítricos.
El venado, el conejo, el jabalí, la ardilla, la garza, el tejón, el coatí de nariz blanca Nasua narica y el tlacuache pueblan este lugar.

## Economía
Ganadería. Se cría ganado bovino, equino, caprino y porcino. Además de colmenas.
Agricultura. Destacan el maíz, fresa, frambuesa, Zarzamora, jitomate,  garbanzo, sorgo y chayote.
Comercio. Predominan los establecimientos dedicados a la venta de productos de primera necesidad y los comercios mixtos que venden artículos diversos.
Pesca. Se captura el charal, carpa, bagre y pescado blanco.
Industria. Embotelladora y talabartería, fábrica de mosaico, herrería y taller de tejido de lana.
Servicios. Se prestan servicios financieros, profesionales, técnicos, comunales, sociales, personales, turísticos y de mantenimiento.

## Turismo
Arquitectura
- Parroquia del Señor del Monte.
- Templo de San Cristóbal Zapotitlán.
- Hacienda de Huejotitán.
- Templo de San Juan Cosala.
- Las Pirámides en el Raquet Club San Juan Cosala.
- Antigua Capilla en San Juan Cosala.
- Parroquia de Zapotitán de Hidalgo.

Artesanías
- Elaboración de: textiles, muebles típicos y tallado de madera.
- Artesanías en hoja de maíz.
- Orfebrería y platería.
- Muebles de mármol.
- Elaboración de Gabanes.

Balnearios
- Iguanas Ranas Balneario.
- Balnearios Bonaventura.
- Centro Recreativo Roca Azul.
- Centro Recreativo Raquet Club.
- Balneario San Juan Cosala.
- Balneario Las Higueras.

Centros recreativos
- Raquet Club de San Juan Cosala.
- Roca Azul.
- Casa del Faisán en San Pedro Tesistán.
- Unidad deportiva Donato Guerra.
- Unidad deportiva Zaragoza.
- Auditorio municipal.
- Parque ecológico.

Parques y reservas
- Piedra Barrenada.
- Malecón Jocotepec.
- Unidad deportiva.
- Parque Ecológico
- Cerro Viejo.
- Quinta San Carlos

Spa
- Monte Coxala en San Juan Cosala.
- El Chante Spa.

Turismo Deportivo
- Existe un carril exclusivo para bicicletas, que parte desde Chapala hasta Jocotepec, con una longitud aproximada de 22 km . Ofrece a los amantes de este deporte y las actividades al aire libre una oportunidad para respirar aire fresco mientras recorre la ribera del lago disfrutando además de asombrosas y hermosas vistas.

## Fiestas
Fiestas religiosas
- Virgen de Guadalupe. Jocotepec 12 de diciembre.
- San Miguelito. La loma 29 de septiembre.
- El Refugio. Primer domingo de julio.
- Fiesta al Señor del Monte. Tercer domingo de enero. Empezando el primer domingo del mes de enero.
- Fiesta al Señor del Huaje. Primer domingo de mayo.
- En El Molino. Sábado de Gloria convite y quema de judas y toros con baile en la plaza. Fiestas de Jesús Nazareno Domingo de la Ascensión. Fiestas Patronales a la Virgen de Guadalupe: tercer domingo de diciembre.
- Huejotitán. Fiestas patronales 12 de diciembre.
- Zapotitán de Hidalgo. Fiestas patronales: 12 de diciembre. Cada 12 de cada mes se celebra a la Virgen de Guadalupe.
- San José de Potrerillos. Fiesta Patronal: 19 de marzo.
- San Juan Cosalá. Fiesta en honor a San Juan Bautista: 24 de junio.
- San Pedro Tesistán. Fiesta Patronal a San Pedro Apóstol: 29 de junio.
- San Pedro Tesistán. Fiesta a la Virgen de la Asunción: 15 de agosto.
- San Cristóbal Zapotitlán. Fiesta Patronal a San Cristóbal: 30 de julio.
- San Cristóbal Zapotitlán. Fiesta al Dulce Nombre de Jesús: primer domingo de mayo.
- San Cristóbal Zapotitlán. Fiesta de la Virgen De Guadalupe: 30 de diciembre.

## Gobierno
Su forma de gobierno es democrática y depende del gobierno estatal y federal; se realizan elecciones cada tres años, en donde se elige al presidente municipal y su gabinete. El presidente municipal es José Miguel Gómez López, militante de Movimiento Ciudadano, el cual fue elegido durante las elecciones celebradas el 1 de julio de 2018, y reelegido el 6 de junio de 2021. históricamente es la primera persona que ha tenido ese cargo en 2 periodos

### Cronología de presidentes municipales
En Municipio de Jocotepec puede ser consultado un listado de presidentes municipales.